# Rotenturm an der Pinka
Rotenturm an der Pinka (ungerska: Vasvörösvár) är en ort och kommun i Österrike. Den ligger i distriktet Oberwart i förbundslandet Burgenland, i den östra delen av landet,, i den östra delen av landet, 110 km söder om huvudstaden Wien. 
Kommunen består av tre orter (Ortschaften) (inom parentes invånarantal 1 januari 2024):
- Rotenturm an der Pinka (955)
- Siget in der Wart (289)
- Spitzzicken (181)